# Amanda Beard

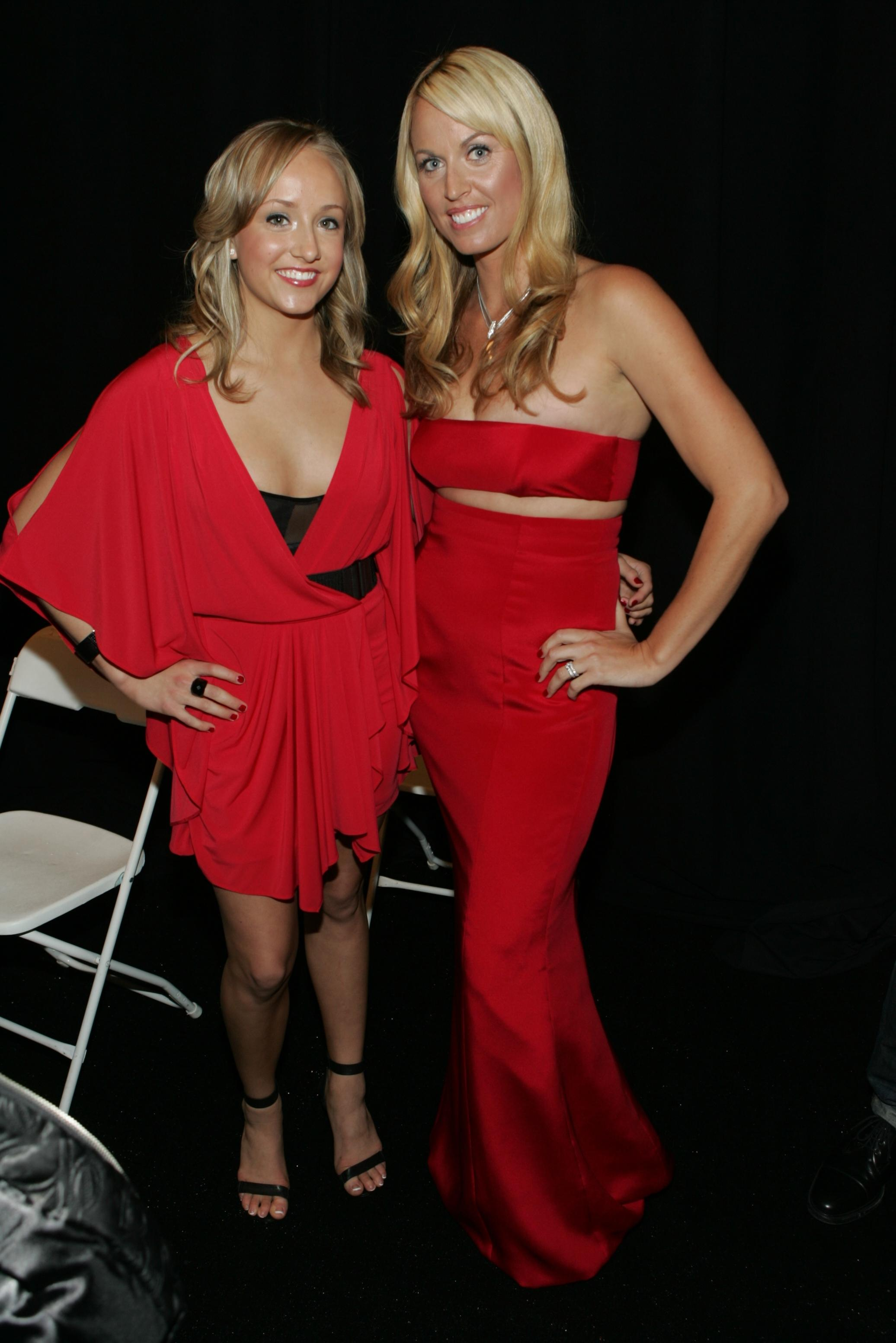
Nastia Liukin (stânga) și Amanda Beard (dreapta)

Amanda Beard (n. 29 octombrie 1981, Newport Beach, California, SUA) este o înotătoare americană. A participat când avea 14 ani în Atlanta la Jocurile Olimpice de vară din 1996. Amanda Beard a atras asupra ei deja atunci atenția publicului fiind fotografiată cu un ursuleț de pluș. În timpul concursurilor, Amanda câștigă câte o medalie de argint la 100 și 200 de m. craul, și aur cu echipa de ștafetă a SUA la proba de 4×100 m. Patru ani mai târziu în Sydney, la Jocurile Olimpice de vară din 2000 câștigă o medalie de bronz la 200 de m. În anul 2003 devine camioană mondială, stabilind un nou record la proba de 200 m, iar la 100 m și la ștafetă obține argint. Rezultatul cel mai important al ei îl are în Atena la Jocurile Olimpice de vară din 2004, când devine campioană olimpică la proba de 200 m, și obține medalia de argint cu echipa de ștafetă a SUA. În luna iulie 2007 se lasă fotografiată pentru o revistă playboy din SUA.